# Manfred Schlösser

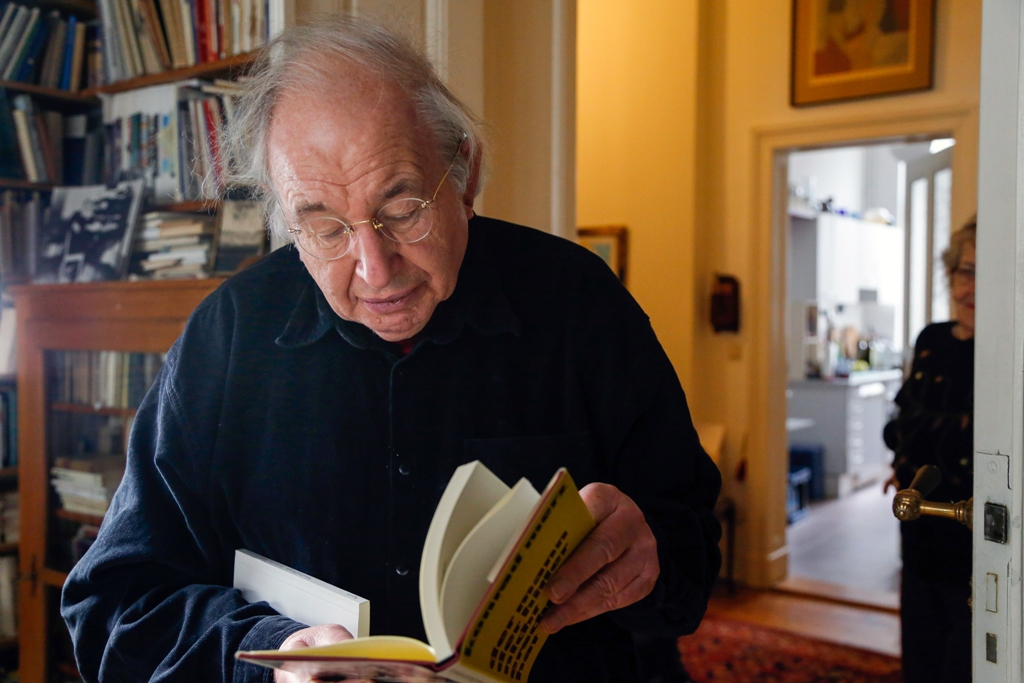
Manfred Schlösser, 2015

Manfred Schlösser (geboren am 6. Dezember 1934 in Darmstadt) ist ein deutscher Philologe, Verleger und Herausgeber.

## Leben
Manfred Schlösser wuchs in Darmstadt auf und absolvierte das dortige Ludwig-Georgs-Gymnasium. Für diese Schule gründete er zusammen mit Hans-Rolf Ropertz (Jahrgang
1935) das Periodikum „Agora, Zeitschrift eines humanistischen Gymnasiums“, aus der die „Schriftenreihe Agora“ hervorging. Die in Themenbänden angelegte Zeitschrift erregte früh mit Ausgaben zu den ehemaligen Schülern des Ludwig-Georgs-Gymnasiums und Widerstandskämpfern Carlo Mierendorff und Theodor Haubach, zum italienischen Humanismus oder zu dem Darmstädter Schriftsteller Karl Wolfskehl überregionale Aufmerksamkeit.
Nach dem Abitur absolvierte Schlösser ein zweijähriges Volontariat bei der auf Architektur und Design spezialisierten Zeitschrift „Baukunst und Werkform“, einem Forum der westdeutschen Nachkriegsmoderne. Es folgte ein Studium der neueren deutschen Literatur, Philosophie und Kunstgeschichte an den Universitäten von Basel, Bonn und Zürich.
Zusammen mit Hans-Rolf Ropertz gründete Manfred Schlösser 1960 den Agora Verlag, den er seit 1962 in alleiniger Verantwortung weiterführt. Im selben Jahr kam die Erato-Presse für bibliophile Drucke unter 500 Exemplaren hinzu.
Im Auftrag der Deutschen Akademie für Sprache und Dichtung realisierte Schlösser im Jahr 1969 die Ausstellung „Karl Wolfskehl 1869-1969“ in der Hessischen Hochschul- und Landesbibliothek Darmstadt. Der begleitende Katalog erschien 1970 im Agora Verlag, die Bibliografie zu Karl Wolfskehl 1971 in der Erato-Presse. 1976 wurde Manfred Schlösser an die West-Berliner Akademie der Künste berufen und zog mit Familie und Verlag nach Berlin. Bis 1987 stand er den Akademiepräsidenten Werner Düttmann, Günter Grass und Giselher Klebe als Präsidialsekretär zur Seite. In den Jahren 1987 bis 1992 arbeitete Schlösser im Team der Ausstellungsleitung „Jüdische Lebenswelten“, einer großen Ausstellung der Berliner Festspiele, die 1992 im Berliner Martin-Gropius-Bau zu sehen war.

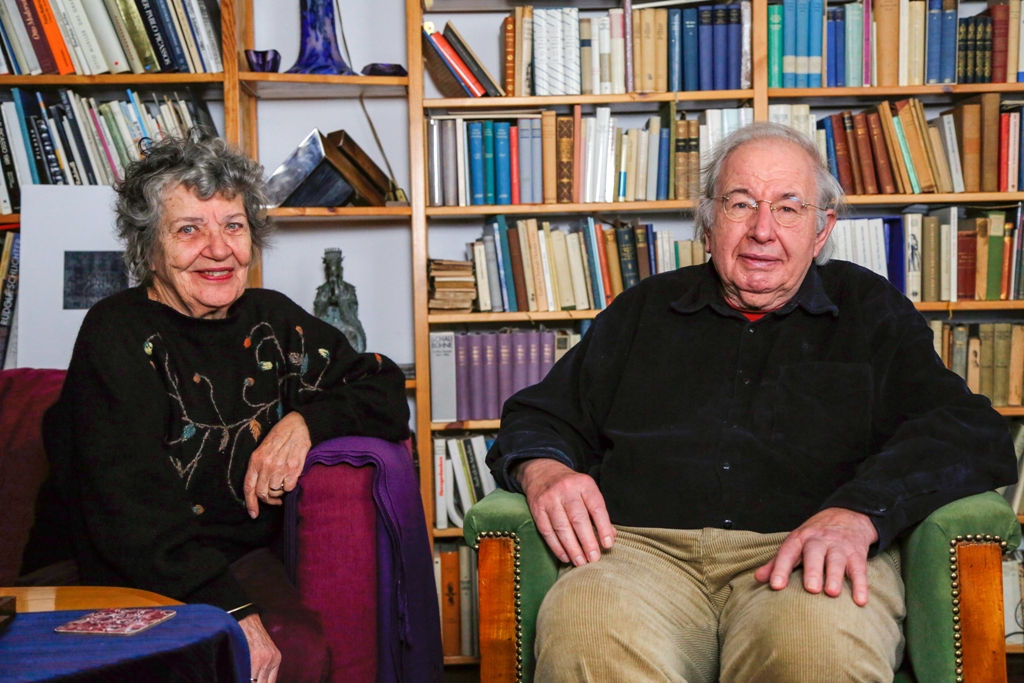
Monika Schlösser-Fischer und Manfred Schlösser, 2015

In den Jahren 1994/95 war Schlösser Generalsekretär des PEN-Zentrum Deutschland, dessen Mitglied er ist. Als Wissenschaftler, Verleger und Herausgeber vertritt Manfred Schlösser das Konzept, durch kommentierte Textsammlungen und Werkausgaben Prosa und Lyrik von Autoren und Autorinnen, die zu Unrecht in Vergessenheit gerieten oder kaum wahrgenommen werden, zugänglich zu machen. Während der Teilung Deutschlands und Europas unterhielt er stets auch Kontakte zu Autoren, Übersetzern, Literaturwissenschaftlern und Künstlern auf der östlichen Seite des Eisernen Vorhangs und bezog sie in seine Verlagstätigkeiten ein. Ein Beispiel ist die Festschrift zum 75. Geburtstag von Erich Arendt, für die Beiträge von über 80 Autoren und Autorinnen sowie Bildenden Künstlern und Künstlerinnen aus Ost und West gewonnen werden konnten.
Weitere Schwerpunkte seines Verlags bilden die wissenschaftliche Reihe „CANON - Literaturwissenschaftliche Schriften“, herausgegeben von Paul Gerhard Klussmann, Jörg-Ulrich Fechner, Marianne Schuller und Manfred Schlösser, eine internationale Lyrikreihe und literarische Kostbarkeiten unter dem Reihentitel „bibliotheca rariora“, sowie Bücher zum deutsch-jüdischen Verhältnis.
Zu den erfolgreichsten Titeln gehört die von Schlösser unter Mitarbeit von Ropertz zusammengestellte und kommentierte Anthologie „An den Wind geschrieben. Lyrik der Freiheit. Gedichte der Jahre 1933-1945“, die erste Sammlung von Lyrik der Exilliteratur mit über 400 Beispielen. Sie erschien in mehreren Auflagen.
Manfred Schlösser ist seit 1970 mit der Buchhändlerin Monika Schlösser-Fischer verheiratet, die in der Redaktion des Verlages mitarbeitet und die von ihr eingebrachte Reihe „Das künstlerische Kinderbuch“ betreut. Das Ehepaar hat eine Tochter und einen Sohn.

## Schriften (Auswahl)
- Karl Wolfskehl 1869–1969. Leben und Werk in Dokumenten. Eine Ausstellung der Hessischen Landes- und Hochschulbibliothek vom 20. Oktober bis 14. Dezember 1969. Agora Verlag, Darmstadt 1970 (DNB 457138963)
- Karl Wolfskehl. Eine Bibliographie. Erato Presse, Darmstadt 1971, ISBN 978-3-87008-021-1

### Als (Mit-)Herausgeber (Auswahl)

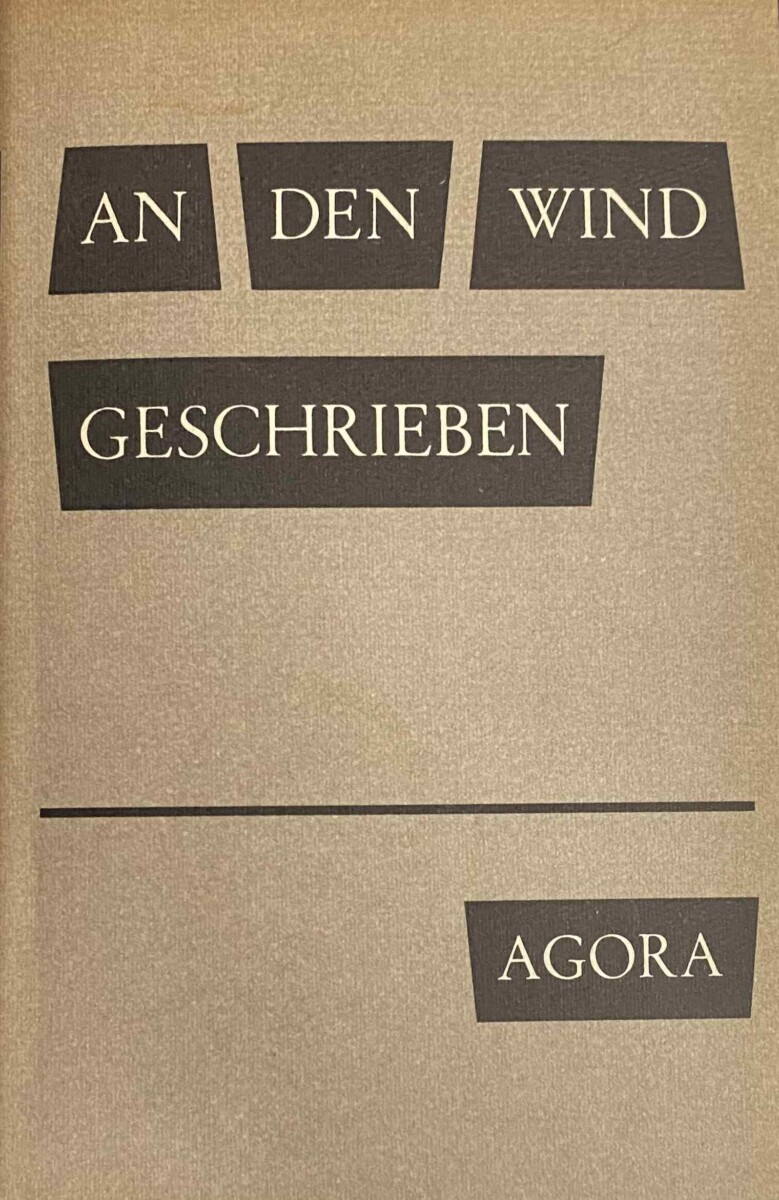
Manfred Schlösser und Hans-Rolf Ropertz (Hrsg.): An den Wind geschrieben. Lyrik der Freiheit. Gedichte der Jahre 1933-1945. Agora, Darmstadt 1960

- Das zweite Erwachen. Lyrik der italienischen Renaissance. Ludwig-Georgs-Gymnasium, Darmstadt 1958 (DNB 458787329)
- An den Wind geschrieben. Lyrik der Freiheit. Gedichte der Jahre 1933–1945. Gesammelt, ausgewählt und eingeleitet von Manfred Schlösser, unter Mitarbeit von Hans-Rolf Ropertz. Agora Verlag, Darmstadt 1960; 4. Auflage Agora Verlag, Berlin (West) 1982, ISBN 3-87008-004-3
- Auf gespaltenem Pfad. Festschrift für Margarete Susman zum neunzigsten Geburtstag. Erato Presse, Darmstadt 1964 (DNB 453754007)
- Hans Schiebelhuth. Gedichte 1916–1936. Agora Verlag, Darmstadt, Zürich 1966 (DNB 458832006)
- Hans Schiebelhuth. Prosa, Briefe. Agora Verlag, Darmstadt, Zürich 1967 (DNB 458832014)
- Begegnungen mit Eduard Erdmann. Gesammelt und herausgegeben von Christof Bitter und Manfred Schlösser. Erato Presse, Darmstadt 1968; 3. Auflage Agora Verlag, Berlin 1998, ISBN 978-3-87008-026-6
- Nelly Sachs und Walter A. Berendsohn: Nelly Sachs. Einführung in das Werk der Dichterin jüdischen Schicksals. Mit einem unbekannten Prosatext „Leben unter Bedrohung“ und 30 Briefen. Herausgegeben von Leonhard M. Fiedler und Manfred Schlösser. Agora Verlag, Darmstadt 1974, ISBN 978-3-87008-046-4
- Der zerstückte Traum. Für Erich Arendt zum 75. Geburtstag. Herausgegeben von Gregor Laschen und Manfred Schlösser. Agora Verlag, Berlin 1978, ISBN 978-3-87008-082-2
- Für Heinz Tiessen 1887–1971. Aufsätze, Analysen, Briefe, Erinnerungen, Dokumente, Werkverzeichnis, Bibliographie. Akademie der Künste, Berlin (West) 1979, ISBN 3-88331-903-1
- Werner Düttmann zum Gedenken. Präsident der Akademie der Künste 1971–1983. Akademie der Künste, Berlin (West) 1983, ISBN 3-88331-929-5
- Margarete Susman: Vom Geheimnis der Freiheit. Gesammelte Aufsätze 1914–1964. Agora Verlag, Berlin 1994, ISBN 978-3-87008-121-8
- Erich Arendt. Kritische Werkausgabe. Band I: Gedichte 1925–1959, Band II: Gedichte 1960–1982. Agora Verlag, Berlin 2003, ISBN 3-87008-134-1, ISBN 3-87008-135-X